# Острошицький замок
Палацово-парковий комплекс Тишкевичів — це низка будівель, що існували в різні часи у 17-19 століттях в агроселищі Острошицький Городок; Мінський район.

## Комплекс у XVII ст
В інвентарі 1650 року описується дерев'яний замок. Він мав оборонні стіни та чотири кутові вежі, був оточений штучним ровом та ставками. Міст вів до замку, вхід через трирівневу вежу фланкували з двох боків і завершували високим шатровим дахом ворота-вежа «фахверкова», всередині якої були житлові, торгові та оборонні приміщення. Ліворуч від брами стояв одноповерховий дерев'яний палац. Житлові приміщення палацу мали пофарбовані двері та стелі, печі та каміни з кольорової плитки. За палацом вздовж оборонної стіни розташовувались пивоварня, ковальня, пекарня, лазня, винниця. Праворуч від воріт стояв «фахверковий» будинок із житловими кімнатами, коморою, каретою, конюшнями та коморами. Перед замком розташовувалась стайня, водяний млин та лісопилка.

## Комплекс у XVIII ст
В інвентарі 1745 р. описана садиба, що включала дерев'яний палац (мав ряд житлових, господарських, парадних приміщень із виходом до звіринця), кілька господарських будівель біля палацу, фільварок із двома житловими будинками, пекарнею, стайнею, корівником, пивоварнею та інші. За садибою були ставки з млинами та рибні ставки.

## Комплекс у XIX ст

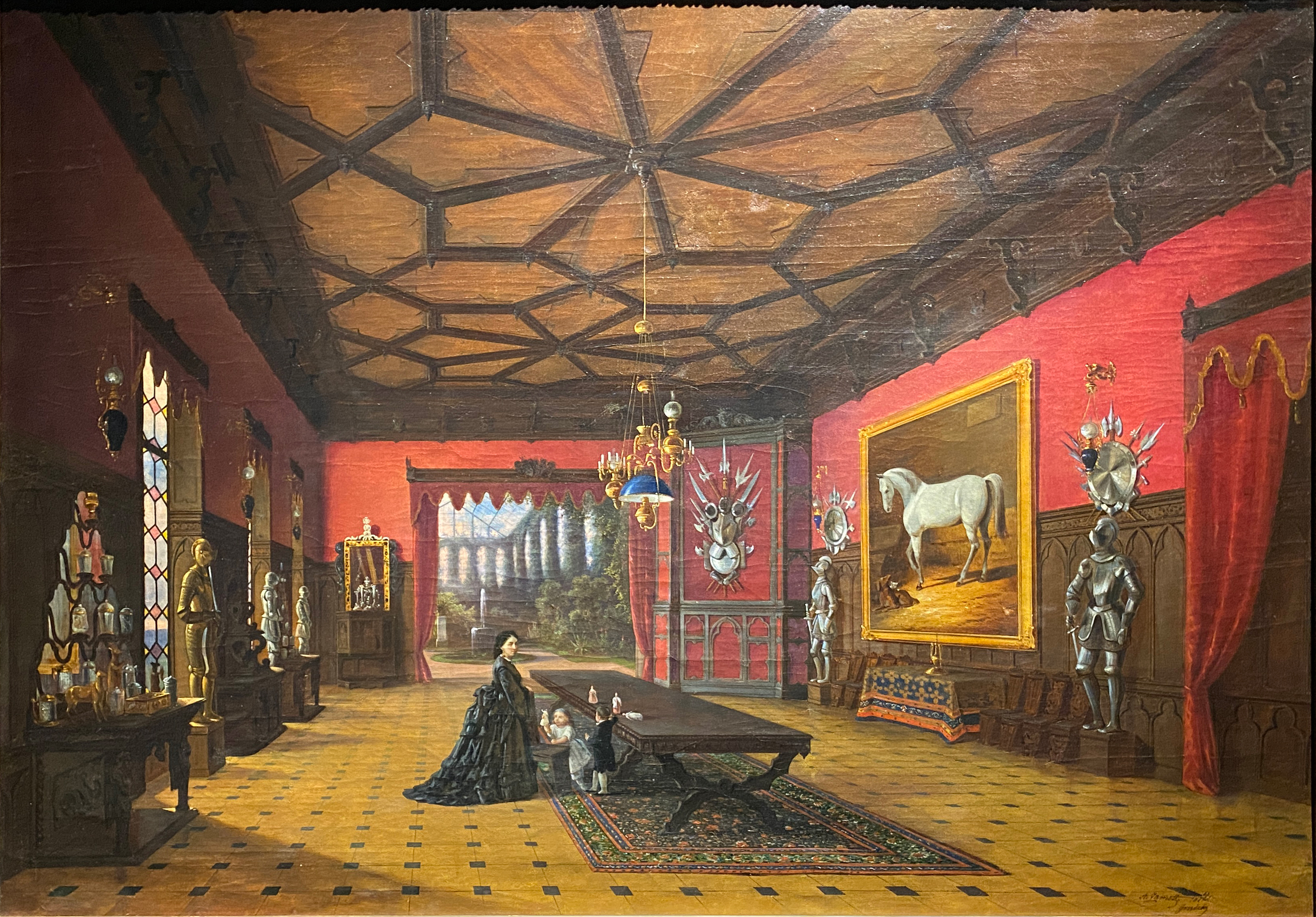
Інтер'єр палацу в XIX столітті

У першій половині XIX століття за 1 км від села був добудований двоповерховий мурований готичний палац із чотириярусною квадратною вежею, завершений чотирма щипцями та чотирма кутовими декоративними башточками. Він містив цінну колекцію творів образотворчого та декоративно-прикладного мистецтва, зібрану М. Тишкевичем. Спалений у 1860 р. До 1876 р. біля нього зведений новий цегляний палац, оштукатурений ззовні, який складався з двоповерхового прямокутного в плані центрального та двох бічних об'ємів, з'єднаних одноповерховими частинами. На головному фасаді обсяги утворені ризаліти, до центрального ризаліту додано прямокутний у плані тамбур із великою терасою зверху, що з'єднується з парадним залом другого поверху. Палац був оточений великим парком, у якому був звіринець.